# Belfagor (opera)

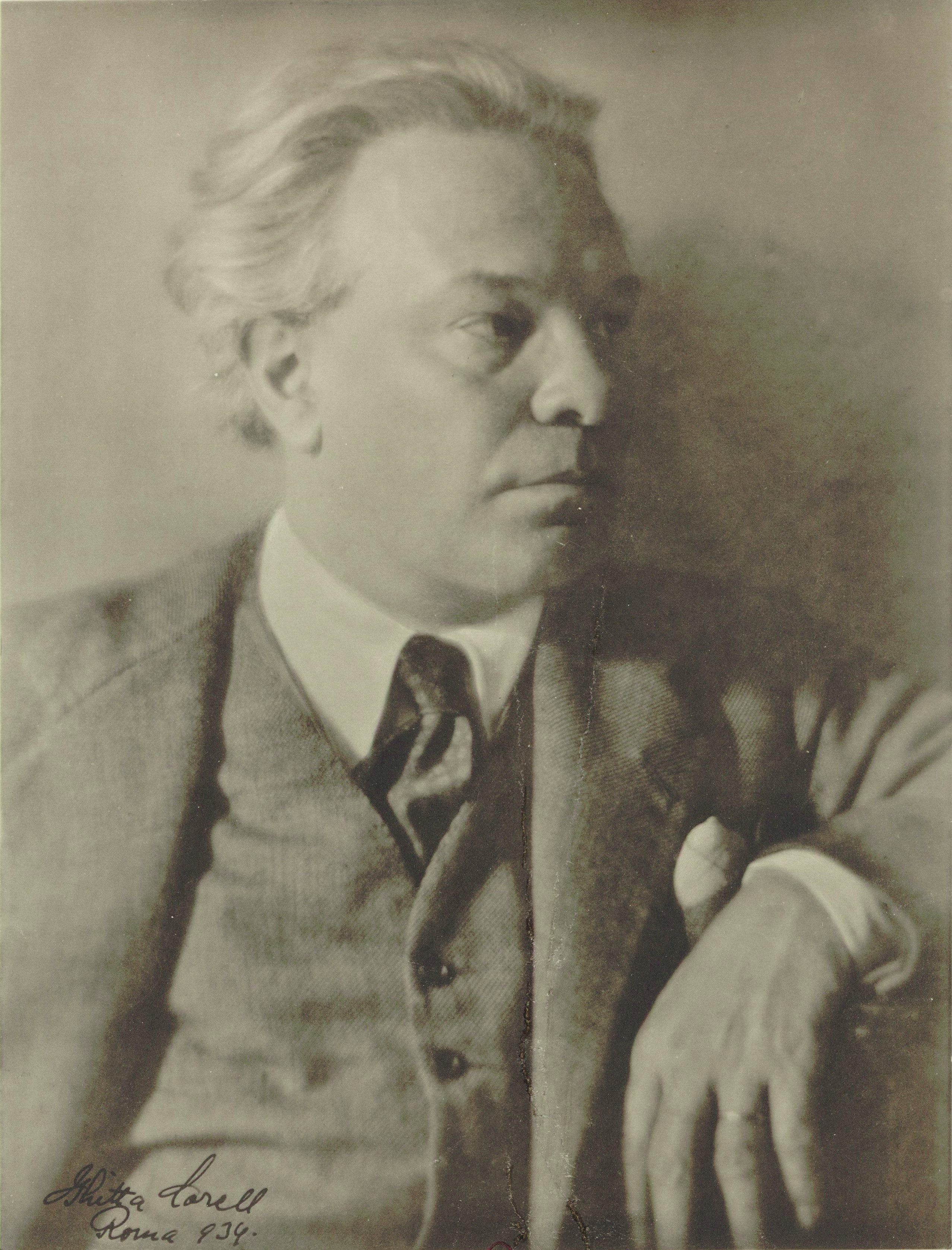
Ottorino Respighi 1934.

Belfagor är en komisk opera i prolog, två akter och epilog med musik av Ottorino Respighi och libretto av Claudio Guastalla, byggd på  Ercole Luigi Morsellis pjäs med samma namn (1919), fritt efter Niccolò Machiavellis kortroman Belphagor eller om dårskapen att taga sig hustru (ca 1520).

## Historia
Operan hade premiär den 26 april 1923 på La Scala i Milano.

## Personer
- Candida (sopran)
- Baldo (tenor)
- Belfagor (baryton)
- Mirocleto (bas)
- Olympia (mezzosopran)
- Fidelia (sopran)
- Maddalena (sopran)
- En gammal man (baryton)
- En pojke (sopran)
- Menica (mezzosopran)
- Don Biagio (bas)
- Majordomo (baryton)

## Handling
Djävulen Belfagor ska kontrollera om alla kvinnor är roten till allt ont vilket de fallna själarna hävdar. Belfagor väljer ut den nobla Candida att gifta sig med, men Candida är fast besluten att vara trogen sin älskade Baldo. Bröllopet äger rum då Balbo är borta, tack vare Candidas fader som har mutats att övertyga dottern. Men bröllopet fulländas aldrig till Belfagors ilska, då han faktiskt har förälskat sig i Candida. När Balbo återvänder hjälper Candidas moder de unga älskande att fly. I ett sista försök att skilja på det älskande paret klär Belfagor ut sig till en luffare och lyckas övertyga Balbo att Candida inte har varit honom trogen. Men ett mirakel inträffar för att bevisa hennes oskuld: kyrkklockorna, som varit tysta allt sedan bröllopet, börjar plötsligt ringa av sig själva.